# تورو موراکاوا
تورو موراکاوا (انگلیسی: Tōru Murakawa؛ زادهٔ ۱۹۳۷ (۸۷–۸۸ سال)) کارگردان فیلم، و ترانه‌سرا اهل ژاپن است.